# Synagoga w Veselí nad Moravą
Synagoga w Veselí nad Moravą (cz. Synagoga v Veselí nad Moravou) – synagoga znajdująca się w Veselí nad Moravou w Czechach, przy ulicy Rybníček.
Synagoga została zbudowana w 1840 roku. Po II wojnie światowej była wykorzystywana jako magazyn, a obecnie pełni funkcję sali modlitw Kościoła Adwentystów Dnia Siódmego.